# Bibio intermedius
Bibio intermedius är en tvåvingeart som beskrevs av Camillo Rondani 1850. Bibio intermedius ingår i släktet Bibio och familjen hårmyggor.
Artens utbredningsområde är Venezuela. Inga underarter finns listade i Catalogue of Life.